# Soldan Ridderstad
Carl Soldan Ridderstad, född den 20 maj 1870  i Väddö församling, Stockholms län, död den 10 november 1926 i Kapellskär, Rådmansö församling, Stockholms län, var en svensk jurist, ämbetsman och godsägare. Han var brorsons son till Carl Fredrik Ridderstad och far till Sture Ridderstad.
Ridderstad avlade mogenhetsexamen i Stockholm 1888 och blev samma år student vid Uppsala universitet, där han 1893 avlade hovrättsexamen. Han var tillförordnad domhavande i olika domsagor 1895–1907, extra ordinarie assessor i Svea hovrätt 1907–1912, häradshövding i Jämtlands västra domsaga 1912–1922 och häradshövding i Sollentuna och Färentuna domsaga från 1922.  Ridderstad blev riddare av Nordstjärneorden sistnämnda år. Han innehade Riddersholms fideikommiss från 1903. Soldan Ridderstad var i sitt första gifte (1910–1921) gift med Tottan Ekelund, senare omgift Skantze.